# Les Authieux-sur-le-Port-Saint-Ouen
Les Authieux-sur-le-Port-Saint-Ouen is een gemeente in het Franse departement Seine-Maritime (regio Normandië) en telt 1174 inwoners (1999). De plaats maakt deel uit van het arrondissement Rouen.

## Geografie
De oppervlakte van Les Authieux-sur-le-Port-Saint-Ouen bedraagt 4,5 km², de bevolkingsdichtheid is 260,9 inwoners per km².
De onderstaande kaart toont de ligging van Les Authieux-sur-le-Port-Saint-Ouen met de belangrijkste infrastructuur en aangrenzende gemeenten.

## Demografie
Onderstaande figuur toont het verloop van het inwonertal (bron: INSEE-tellingen).

1. ↑  Populations de référence 2022.